# Macropeplus
Macropeplus is een geslacht van wantsen uit de familie van de Miridae (Blindwantsen). Het geslacht werd voor het eerst wetenschappelijk beschreven door Bertil Robert Poppius in 1912.

## Soorten
Het genus bevat de volgende soorten:

- Macropeplus brunnescens Poppius, 1912
- Macropeplus dentatus (Perkins) I. Santos & Peixoto
- Macropeplus friburgensis (Perkins) I. Santos & Peixoto
- Macropeplus ligustrinus Perkins
- Macropeplus schwackeanus (Perkins) I. Santos & Peixoto